# Yankees-Calle 153 Este (Ferrocarril Metro-North)
Yankees-E. 153rd Street es una estación del Ferrocarril Metro-North que sirve al Estadio Yankee y los alrededores del borough de El Bronx. Abrió el 23 de mayo de 2009. La estación provee diariamente servicio local a la línea Hudson, y servicios especiales a la línea Harlem y la línea New Haven para los juegos de los New York Yankees en el Estadio Yankee.
Aproximadamente diez trenes antes y después de los juegos llegan a la estación para que los pasajeros puedan viajar en las tres líneas del Ferrocarril Metro-North.  Un tren expreso también transporta a los seguidores entre el estadio y la Grand Central Terminal, para ayudar a reducir el tráfico en las líneas del metro usadas para conectarse con los trenes de New Jersey Transit y el Ferrocarril de Long Island en la Penn Station.